# Neocentrobiella viggianii
Neocentrobiella viggianii är en stekelart som beskrevs av Hayat 1980. Neocentrobiella viggianii ingår i släktet Neocentrobiella och familjen hårstrimsteklar. Inga underarter finns listade i Catalogue of Life.